# Bohumil Kudrna
Bohumil Kudrna (Brandlín, 15 maart 1920 - Praag, 11 februari 1991) was een Tsjecho-Slowaaks kanovaarder.
Kudrna won in 1948 olympisch goud op de C-2 samen met Jan Brzák-Felix. Vier jaar later moesten zij genoegen nemen met de zilveren medaille.

## Belangrijkste resultaten

### Olympische Zomerspelen
| Editie | Plaats   | Resultaten |
| ------ | -------- | ---------- |
| 1948   | Londen   | C-2 1000m  |
| 1952   | Helsinki | C-2 1000m  |

### Wereldkampioenschappen vlakwater
| Jaar | Plaats     | Resultaten               |
| ---- | ---------- | ------------------------ |
| 1950 | Kopenhagen | C-2 1000 m · C-2 10000 m |

### Wereldkampioenschappen kanoslalom
| Jaar | Plaats | Resultaten     |
| ---- | ------ | -------------- |
| 1949 | Genève | C-2 team · C-2 |

1936: Jan Brzák-Felix & Vladimír Syrovátka ·
1948: Jan Brzák-Felix & Bohumil Kudrna ·
1952: Finn Haunstoft & Bent Peder Rasch ·
1956: Alexe Dumitru & Simion Ismailciuc ·
1960: Leonid Geisjtor & Sergej Makarenko ·
1964: Andrei Chimitsj & Stepan Osjtsjepkov ·
1968: Serghei Covaliov & Ivan Patzaichin ·
1972: Vladislavas Česiūnas & Joeri Lobanov ·
1976: Sergej Petrenko & Aleksandr Vinogradov ·
1980: Ivan Patzaichin & Toma Simionov ·
1984: Ivan Patzaichin & Toma Simionov ·
1988: Nicolae Juravschi & Viktor Reneiski ·
1992: Ulrich Papke & Ingo Spelly ·
1996: Andreas Dittmer & Gunar Kirchbach ·
2000: Florin Popescu & Mitică Pricop ·
2004: Christian Gille & Tomasz Wylenzek ·
2008: Aliaksandr Bahdanovitsj & Andrei Bahdanovitsj ·
2012: Peter Kretschmer & Kurt Kuschela ·
2016: Sebastian Brendel & Jan Vandrey ·
2020: Fernando Jorge & Serguey Torres
- International Standard Name Identifier: 0000 0000 5575 1179
- Nationale Bibliotheek van Tsjechië: jn99240000565
- Virtual International Authority File: 84106296